# Sailor Moon
Sailor Moon (美少女戦士セーラームーン, Bishōjo Senshi Sērā Mūn, tradus oficial ca Frumoasa Luptătoare Sailor Moon în România și ca Pretty Soldier Sailor Moon și ulterior tradus ca Pretty Guardian Sailor Moon) este titlul francizei japoneze create de Naoko Takeuchi. Este generalizat ca fiind popularizarea unui sentai (echipe) de fete magice, la fel ca re-instaurarea genului fetei magice; seria manga a fost adaptată într-un anime produs de Toei Animation și difuzat în Japonia între anii 1992-1997..
Povestea metaseriilor planează asupra unor apărători reîncarnați ai unui regat ce stăpânea sistemul solar și lupta lor cu forțele negative. Personajele centrale numite Sailor Senshi (literal "Soldați Sailor"; „Luptătoare Sailor” în difuzarea în România; frecvent numite "Sailor Scouts" în versiunea nord americană)— sunt niște adolescente care se transformă în eroine invocând numele lunii și planetelor (Sailor Moon, Sailor Mercur, Sailor Marte, etc). Termenul "Sailor" vine de la stilul vestimentar școlar japonez, sērā fuku (costum de marinar), după care uniformele Senshi sunt inspirate. Elementele fanteziei sunt simbolice și câteodată bazate pe mitologie.
Crearea seriei manga al Sailor Moon a fost precedată de o alta, Codename: Sailor V, care se axa doar pe un singur Sailor Senshi. Takeuchi plănuiește să creeze o serie despre fete din spațiul extraterestru, iar editorul ei să le pună în sērā fuku. Când Sailor V a fost propus pentru o adaptare anime, conceptul a fost modificat pentru ca însăși Sailor V să devină doar un membru al echipei. Seriile manga rezultate au fost o fuziune între populara fată magică și genurile sentai, care erau apreciate de Takeuchi ca fan, făcând astfel ca seriile Sailor Moon să fie prima serie care să le combine pe cele două.
Seriile manga au rezultat din sub-serii, care vor deveni alte tipuri media, inclusiv un anime foarte popular, jocuri video și serii din genul live-action (tokusatsu). Deși cele mai multe concepte se suprapun în multe versiuni, sunt câteodată divergențe notabile, astfel continuitatea dintre formatele diferite este limitată.
În România, toate cele 200 de episoade au fost difuzate de TVR 1 între 4 iunie 1997 și august 1998, iar mai târziu pe TVR 2, între 1999 și 2000. Seria manga nu a fost publicată în limba română, dar o revistă numită Sailor Moon - Bandă desenată cu războinicele lunii, care ilustra episoade din serial în format de bandă desenată, a fost publicată lunar între 1997 de 1998 de către editura Erc Press.

## Producția

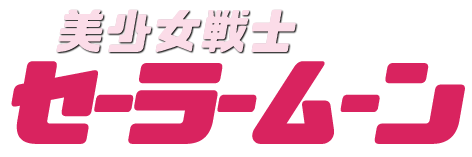
Logoul serialului

Naoko Takeuchi a pus bazele proiectului Sailor Moon în urma publicării unei serii manga numite Codename: Sailor V, publicată pe 20 august 1991, serie ce o figura pe Sailor Venus ca protagonistă. Takeuchi dorea să creeze o poveste cu acțiunea desfăsurată în spațiul cosmic; în timp ce discuta cu editorul Fumio Osano, acesta sugerează adiția elementului Sailor fuku. Când Codename: Sailor V a fost propus pentru o adaptare anime de către Toei Animation, Takeuchi reimaginează conceptul creat, iar Sailor Venus devine membra unei echipe. Seria manga rezultată devenise o fuziune a popularei serii magical girl și Super Sentai, serii favorizate de Takeuchi ca fan. Elemente preferate includeau astronomia, astrologia, precum și mitologia greacă și romană, geologia, elemente clasice japoneze,:286 modă, și obiceiuri adolescentine.
Takeuchi afirmase că discuțiile inițiale cu Kodansha considerau seria ca fiind una singulară; acțiunea a fost dezvoltată în diverse întruniri, cu un an înaintea difuzării seriilor.:93 După finalizarea primei serii, Toei și Kodansha discută cu Takeuchi pentru a continua seria, iar aceasta va scrie încă patru capitole, care erau publicate uneori simultan cu cele cinci sezoane corespondente ale adaptării anime. Seria anime se desfășura cu o lună sau două în urma seriei manga.:93 Astfel, anime-ul urma desfășurarea acțiunilor din manga, deși existau anumite diferențe. Takeuchi afirmă ulterior că datorită echipei de producție Toei (care era predominant formată din bărbați), considera anime-ul ca având "o ușoară perspectivă masculină."
Ulterior, Takeuchi afirmă că plănuia eliminarea protagoniștilor, dar Osano a respins această idee, menționând "[Sailor Moon] este o manga shōjo!"; protagoniștii au fost uciși în adaptarea anime ca urmare a luptei cu Dark Kingdom, iar ulterior vor fi reanimate. Takeuchi era indignată de faptul că nu a putut face asta în versiunea ei. Totodată, Takeuchi intenționa să permită adaptarea anime a Sailor Moon pentru doar un sezon, însă datorită popularității imense, Toei o roagă să continue seriile. La început, aceasta a întâmpinat dificultăți în dezvoltarea unui fir epic pentru a continua seriile, iar în urma unor discuții cu Osano, acesta sugerează includerea fiicei lui Usagi, Chibiusa.

## Premisa
În Minato, Tokyo, o elevă pe nume Usagi Tsukino se împrietenește cu Luna, o pisică-vorbitoare ce îi va dărui o broșă magică pentru a deveni Sailor Moon: un luptător destinat să salveze Pîmântul de forțele nefaste. Luna și Usagi vor forma o echipă de Sailor Senshi pentru a-și găsi Prințesa și Cristalul Legendar. Se vor întâlni cu studenta Ami Mizuno, care este Sailor Mercury; Rei Hino, o preoteasă ce devine Sailor Mars; Makoto Kino, o studentă de schimb ce devine Sailor Jupiter; și Minako Aino, o tânără aspirantă la celebritate, ce devine Sailor Venus, acompaniată de pisica ei, Artemis. Ulterior, îl vor întâlni pe Mamoru Chiba, un elev de liceu care devine ocazional Tuxedo Mask.
Prima parte a seriei prezintă lupta grupului cu Regatul Întunecat. Condus de Queen Beryl, o echipă de 4 generali - Cei Patru Regi ai Cerului (四天王Shiten'ō)— încearcă să găsească Cristalul Legendar pentru a elibera o entitate malefică, numită Queen Metallia. Usagi și echipa ei descoperă că în viețile anterioare erau membrii unui regat lunar, numit Silver Millennium. Regatul Întunecat a pornit un război, ce a condus la distrugerea regatului selenar - ulterior, Queen Serenity își trimite fiica Princess Serenity, protectorii ei Sailor Senshi, sfetnicii Luna și Artemis, precum și iubitul prințesei Prințul Endymion în timp, cu ajutorul Cristalului, pentru a se renaște. Echipa o recunoaște pe Usagi ca reîncarnarea lui Serenity și Mamoru reîncarnarea lui Endymion. Sailor Senshi îi vor ucide pe cei 4 Regi, care erau gardienii lui Endymion în viețile anterioare. Într-o confruntare finală cu Regatul Întunecat, Minako o ucide pe Queen Beryl; ea și ceilalți Senshi se sacrifică pentru a încerca să o distrugă pe Queen Metallia. Folosind Cristalul Legendar, Usagi reușește să o distrugă pe Metallia și să îți readucă prietenii la viață. 
La începutul seriei secunde, fiica lui Usagi și Mamoru, Chibiusa, călătorește din viitor pentru a găsi Cristalul Legendar. Ca urmare, Sailor Senshi îl vor întâlni pe Wiseman și Clanul Lunii Întunecate, care o caută pe Chibiusa. Aceasta va aduce Sailor Senshi în viitor, unde părinții ei conduc Regatul Selenar ca Neo-Queen Serenity și Regele Endymion - în timpul călătoriei lor, o întâlnesc pe Sailor Pluto, gardianul Porții Spațiu-Timp. Pluto îl va opri pe conducătorul Clanului, Prince Demand, să distrugă continuumul spațiu-timp, și ea va muri. Ulterior, Chibiusa va descoperi că este Sailor Chibi-Moon și o ajută pe Usagi să distrugă forma reală a lui Wiseman, Death Phantom.
A treia parte se concentrează pe un grup numit Death Busters, creat de Profesorul Soichi Tomoe, care încearcă să aducă entitatea numită Pharaoh 90 pe Pâmînt pentru a fuziona cu planeta. Fiica lui Tomoe, Hotaru este posedată de entitatea numită Mistress 9, care trebuie să deschidă poarta dimensională prin care Pharaoh 90 trebuie să călătorească. Conducătorul-auto Haruka Tenoh și violonista Michiru Kaioh apar ca Sailor Uranus și Sailor Neptune, care păzesc spațiul extern al Sistemului Solar de amenințări. Eleva Setsuna Meioh, reîncarnarea lui Sailor Pluto, li se va alătura. Usagi obține Graalul Sfânt, transformându-se în Super Sailor Moon, și încearcă să foloească puterea Graalului și al Cristalului Legendar pentru a-l distruge pe Pharaoh 90 - acest lucru va conduce la reanimarea lui Hotaru ca Sailor Saturn, percepută inițial de Haruka, Michiru și Setsuna ca o amenințare. Ca și prevestitor al morții, Hotaru își folosește puterea distrugătoare pentru a-l separa pe Pharaoh 90 de Pământ și o îndrumă pe Setsuna să își folosească puterea asupra spațiului și timpului pentru a închide poarta dimensională. 
Seria a patra planează asupra luptei eroinelor cu grupul numit Dead Moon Circus, condus de Queen Nehelenia, auto-proclamată ca fiind "conducătorul de drept" al Regatului Selenar și Pământului. Nehelenia va invada Elysion, care adăpostește Regatul Auriu al Pământului, capturându-l pe Înaltul Preot Helios și își va instrui supușii să fure Cristalul Legendar. Prințul Endymion este prezentat ca fiind posesorul Cristalului Auriu - piatra sacră a Regatului Auriu. Mamoru și Sailor Senshi își vor combina puterile cu Graalul Sfânt, iar Usagi se va putea transforma în Eternal Sailor Moon și o va ucide pe Nehelenia. Patru din slujitoarele lui Nehelenia, Amazoness Quartet, sunt prezentate ca fiind Sailor Quartet, destinate să devină paznicii Chibiusei în viitor - acestea au fost reanimate prematur și au fost corupte de Nehelenia. 
Seria finală prezintă conflictul eroinelor cu Shadow Galactiva, un grup fals de Sailor Senshi. Liderul lor, Sailor Galaxia, plănuiește să fure Cristalele Sailor pentru a conduce galaxia și să ucidă o entitate malefică, cunoscută ca și Chaos. După ce îl va ucide pe Mamoru și majoritatea Sailor Senshi, Usagi călătorește spre Galaxy Cauldron, o va învinge pe Galaxia și își va reanima prietenii. Alături de Usagi sunt Sailor Starlights, care locuiesc pe planeta Kinmoku, conducătoarea lor Princess Kakyuu și bebelușul Sailor Chibichibi ce provine dintr-un viitor îndepărtat - ulterior, Chibiusa și Sailor Quartet se alătură grupului lui Usagi. După numeroase lupte și după moartea Galaxiei, Sailor ChibiChibi își dezvăluie adevărata formă ca fiind Sailor Cosmos. După distrugerea lui Chaos. Seria se încheie cu nunta dintre Usagi și Mamoru șase ani mai târziu.

## Media
Acțiunea este împărțită în cinci serii, fiecare cu reprezentare manga și anime, de obicei sub nume diferite:
1. Regatul Întunecat (Dark Kingdom) (Sailor Moon)
2. Copacul lumii negre (Makaiju/Doom Tree) & Luna Neagră (Black Moon) (Sailor Moon R)
3. Nesfârșitul/Infinitatea (Mugen/Infinity) (Sailor Moon S)
4. Visele (Dream) (Sailor Moon SuperS)
5. Stelele (Stars) (Sailor Moon Sailor Stars)

Anime-ul a adăugat o sub-serie la începutul celui de al doilea sezon și a continuat și sfârșit acțiunea din al patrulea sezon în al cincelea.

### Seria manga
Scrisă și ilustrată de Naoko Takeuchi, Sailor Moon a fost publicată în antologia lunară manga Nakayoshi începând cu 28 decembrie 1991 până pe 3 februarie 1997. Povestirile secundare erau serializate simultan în RunRun—o altă serie de reviste manga ce aparțineau de Kodansha. Cele 52 de capitole individuale au fost publicate în 18 volume tankōbon de către Kodansha începând din 6 iulie 1992 până pe 4 aprilie 1997. În 2003, capitolele au fost relansate într-o colecție de 12 volume shinzōban,  pentru a coincide cu lansarea seriilor live-action. Seria manga a fost redenumită ca Pretty Guardian Sailor Moon și includea o nouă copertă, precum și dialoguri și ilustrații refăcute. Cele zece povești individuale scurte au fost de asemenea lansate sub forma a două volume. În 2013, capitolele au fost relansate sub forma a 10 volume kanzenban pentru a sărbători aniversarea a 20 de ani ai seriei manga, ce includea tehnică refăcută digital, coperte noi și lucrări din perioada tirajului din Nakayoshi  Cărțile au fost mărite de la dimensiunea tipică japoneză pentru manga, la A5. Povestirile scurte au fost republicate în două volume, având o desfășurare dezordonată. Codename: Sailor V a fost de asemenea inclusă în a treia ediție.
Seria manga Sailor Moon a fost inițial licențiată pentru publicul anglofon de către Mixx (ulterior Tokyopop) în America de Nord. Aceasta a fost publicată ca serie începând cu 1997 în MixxZine , însă ulterior a fost înlăturată și adaptată ca o revistă separată, cu tiraj lunar pentru a termina prima, a doua și a treia poveste. În același timp, seria a patra și a cincea erau printate într-o altă revista numită Smile. Seriile au fost ulterior colectate într-o trilogie de romane grafice, lansate în 18 volume, publicate în perioada 1 decembrie 1998 - 18 septembrie 2001. In 2005, licența celor de la Tokyopop va expira, iar ediția lor nu va mai fi printată.
În 2011, Kodansha Comics anunțase că vor publica seria manga Sailor Moon, precum și Codename: Sailor V în limba engleză. Totodată, aceștia vor republica cele 12 volume Sailor Moon simultan cu ediția în 2 volume a seriei Codename Sailor V, din septembrie 2011 până în iulie 2013. Primul volum al celor 2 povestiri scurte comune a fost publicat pe 10 septembrie 2013; al doilea a fost publicat pe 26 noiembrie.
Seria manga a fost licențiată pentru alte țări anglofone - în Marea Britanie, volumele erau distribuite de Turnaround Publisher Services, iar în Australia de către Random House Australia.

### Seria anime

#### Sailor Moon
Toei Animation a produs o seria animată pentru TV pe baza celor 52 de capitole din seria manga, de asemenea intitulată Pretty Soldier Sailor Moon. A fost regizată de Junichi Satō, Kunihiko Ikuhara și Takuya Igarashi. Premiera seriilor în Japonia a avut loc pe 7 martie 1992, pe postul TV Asahi, difuzând 200 de episoade până la finalizarea seriei pe 8 februarie 1997. Majoritatea versiunilor internaționale, inclusiv adaptarea în limba engleză, transmit seria sub numele Sailor Moon.

#### Sailor Moon Crystal
Pe 6 iulie 2012, Kodansha și Toei Animation au anunțat că va începe producția unei noi adaptări anime a Sailor Moon intitulată Pretty Guardian Sailor Moon Crystal, pentru o lansare simultană la nivel mondial în 2013, ca parte a sărbătorilor aniversării a douăzeci de ani a seriei După multe amânări, premierea seriei Crystal a avut loc pe 4 iulie 2014, cu difuzarea episoadelor având loc în prima și a treia sâmbătă a fiecărei lunii. Kotono Mitsuishi s-a întors pentru a da vocea personajului Sailor Moon. Primele două sezoane au fost lansate împreună, acopering primele două părți din manga ("Dark Kingdom" și "Black Moon"). În total, cele două sezoane au avut 26 de episoade. Al treilea sezon (intitulat "Death Busters", bazat pe partea "Infinity" din manga) a avut premierea pe 4 aprilie 2016 și a avut 13 episoade. Pe data de 25 ianuarie 2017, altă adaptare a fost anunțată, care va cuprinde două lungmetraje bazate pe partea "Dream" din manga. Acestea urmau a fi lansate pe 8 septembrie 2020, dar premierea lor a fost amânată pe 8 ianuarie 2021, respectiv februarie 2021, din cauza pandemiei de Coronavirus.

### Filme si episoade speciale TV
Trei lungmetraje animate bazate pe seria animată originală Sailor Moon au fost lansate în Japonia, mai târziu la nivel internațional. Lungmetrajele conțin povești separate, care nu aparțin de cronologia serialului sau mangăi, cu excepția filmului Sailor Moon S: Filmul, care a fost bazat pe o poveste publicată original în volumul 11 din manga.  Un episod special cu durata de o oră a fost difuzat exclusiv în Japonia pe TV Asahi pe data de 8 aprilie 1995, stabilindu-se în cronologia sezonului SuperS. În 1997, un articol din Variety a zis că The Walt Disney Company era interesat în achiziționarea drepturilor asupra Sailor Moon pentru a produce un film live-action, în regia lui Stanley Tong. Din păcate, filmul nu a fost niciodată produs.

### Cărți
There have been numerous companion books to Sailor Moon. Kodansha released some of these books for each of the five story arcs, collectively called the Original Picture Collection. The books contain cover art, promotional material and other work by Takeuchi. Many of the drawings are accompanied by comments on the way she developed her ideas, created each picture and commentary on the anime interpretation of her story. Another picture collection, Volume Infinity, was released as a self-published, limited-edition artbook after the end of the series in 1997. This artbook includes drawings by Takeuchi and her friends, her staff, and many of the voice actors who worked on the anime. In 1999, Kodansha published the Materials Collection; this contained development sketches and notes for nearly every character in the manga, and for some characters that never appeared. Each drawing includes notes by Takeuchi about costume pieces, the mentality of the characters and her feelings about them. It also includes timelines for the story arcs and for the real-life release of products and materials relating to the anime and manga. A short story, Parallel Sailor Moon is also featured, celebrating the year of the rabbit.

### Stage musicals
In mid-1993, the first musical theater production based on Sailor Moon premiered; Anza Ohyama starred as Sailor Moon. Thirty such musicals in all have been produced, with one in pre-production. The shows' stories include anime-inspired plotlines and original material. Music from the series has been released on about 20 memorial albums. The popularity of the musicals has been cited as a reason behind the production of the live action television series, Pretty Guardian Sailor Moon.
During the original run musicals ran in the winter and summer of each year, with summer musicals staged at the Sunshine Theater in the Ikebukuro area of Tokyo. In the winter, musicals toured to other large cities in Japan, including Osaka, Fukuoka, Nagoya, Shizuoka, Kanazawa, Sendai, Saga, Oita, Yamagata and Fukushima. The final incarnation of the first run, New Legend of Kaguya Island (Revised Edition) (新・かぐや島伝説 <改訂版> Shin Kaguyashima Densetsu (Kaiteban)?), went on stage in January 2005, following which, Bandai officially put the series on a hiatus. On 2 iunie 2013, Fumio Osano announced on his Twitter page that the Sailor Moon musicals would begin again in September 2013. The 20th anniversary show La Reconquista ran from September 13 to 23 at Shibuya's AiiA Theater Tokyo, with Satomi Ōkubo as Sailor Moon. Satomi Ōkubo reprised the role in the 2014 production Petite Étrangère which ran from August 21 to 7 septembrie 2014, again at AiiA Theater Tokyo.

### Serii Live-action

#### American remake
In 1993, Renaissance-Atlantic Entertainment, Bandai and Toon Makers, Inc. conceptualized their own version of Sailor Moon, which was half live-action and half Western-style animation. Toon Makers produced a 17-minute proof of concept presentation video as well as a two-minute music video, both of which were directed by Rocky Sotoloff, for this concept. Renaissance-Atlantic presented the concept to Toei, but it was turned down as their concept would have cost significantly more than simply exporting and dubbing the anime adaptation.
At the 1998 Anime Expo convention in Los Angeles, the music video was shown. It has since been copied numerous times and has been viewed on many streaming video sites. Because of the relatively poor quality of the source video and circulated footage, many anime fans thought that the music video was actually a leaked trailer for the project.Format:Original research inline Additional copies of the footage have since been uploaded to the Internet and served only to bolster the mistaken assumption, in addition to incorrectly citing the production to Saban Entertainment, who became known for a similar treatment that created the Power Rangers series.

#### Pretty Soldier Sailor Moon
In 2003, Toei Company produced a Japanese live-action Sailor Moon television series using the new translated English title of Pretty Guardian Sailor Moon. Its 49 episodes were broadcast on Chubu-Nippon Broadcasting from 4 octombrie 2003 to 25 septembrie 2004. Pretty Guardian Sailor Moon featured Miyuu Sawai as Usagi Tsukino, Rika Izumi (credited as Chisaki Hama) as Ami Mizuno, Keiko Kitagawa as Rei Hino, Mew Azama as Makoto Kino, Ayaka Komatsu as Minako Aino, Jouji Shibue as Mamoru Chiba, Keiko Han reprising her voice role as Luna from the original anime and Kappei Yamaguchi voicing Artemis. The series was an alternate retelling of the Dark Kingdom arc, adding a storyline different from that in the manga and first anime series, with original characters and new plot developments. In addition to the main episodes, two direct-to-video releases appeared after the show ended its television broadcast. "Special Act" is set four years after the main storyline ends, and shows the wedding of the two main characters. "Act Zero" is a prequel showing the origins of Sailor V and Tuxedo Mask.

### Jocuri Video
The Sailor Moon franchise has spawned several video games across various genres and platforms. Most were made by Bandai and its subsidy Angel; others were produced by Banpresto. The early games were side-scrolling fighters; later ones were unique puzzle games, or versus fighting games. Another Story was a turn-based role-playing video game. The only Sailor Moon game produced outside Japan, 3VR New Media's The 3D Adventures of Sailor Moon, went on sale in North America in 1997. A video game called Sailor Moon: La Luna Splende (Sailor Moon: The Shining Moon) was released on 16 martie 2011 for the Nintendo DS.

## Personaje
Usagi Tsukino (月野 うさぎ Tsukino Usagi?, cunoscută drept „Usaghi” în varianta românească; „Bunny” în revista de benzi desenate) e protagonista principală și eroina seriei, o elevă de clasa a opta ce obține puterea de a se transforma în frumoasa luptătoare care apără dragostea și dreptatea, Sailor Moon (セーラームーン Sērā Mūn?). La început Usagi e o fată plangăcioasă, mereu cu capul în nori, dar cu timpul se maturizează și devine mai decizivă și sigură pe sine. Mai târziu, natura ei bună și inima ei pură o transformă în purtătoarea și gardianului Legendarului Cristal de Argint. 

Ami Mizuno (水野 亜美 Mizuno Ami?) e o fată foarte inteligentă, cu coeficient de inteligență de 300, care se transformă în Sailor Mercur (セーラーマーキュリー Sērā Mākyurī?). Luptătoarea cunoștinței, poate controla apa în toate stările sale de agregare și ceaț. Caracterizată de timiditate, pasiunea sa pentru a învăța și necesitatea de a-i proteja pe ceilalți, visul său e de a urma pașii mamei ei în domeniul medicinei.

Rei Hino (火野 レイ Hino Rei?) e o preoteasă șinto care se transformă în Sailor Marte (セーラーマーズ Sērā Māzu?), luptătoarea flăcărilor și a pasiunii. Rei are puteri spirituale care îi conferă percepție extranzională. Poate recunoaște forțe malefice sau autorul lor, să le slăbească sau să le izgonească, de asemenea putând manipula și focul. În seria manga e fată serioasă și introvertită, dar varianta sa animată e mult mai temperamentală, impulsivă și mândră; se ceartă mult cu Usagi, dar în realitate o apreciază mult.

Makoto Kino (木野 まこと Kino Makoto?) e fată de statură și forță cu mult peste medie care se transformă în Sailor Jupiter (セーラージュピター Sērā Jupitā?), luptătoare ce controlează tunetele, fulgerele și arborii. La început, Makoto pare a fi o fată „masculină” înainte de a se dezvălui că este o bucătăreasă excelentă și adoră grădinăritul. Părinții ei au murit într-un accident aerian, fapt care a făcut-o pe Makoto să locuiască singură. E o fată sentimentală, dar puternică, care are un obicei de a-l considera pe oricare băiat care îi iese în cale similar cu fostul ei coleg dintr-o clasă superioară.

Minako Aino (愛野 美奈子 Aino Minako?) e o fată flirtoasă și cu capul în nori care își începuse „cariera” de justițiară sub numele de Sailor V (litera V, nu numeralul roman V), iar apoi sub numele de Sailor Venus (セーラーヴィーナス Sērā Vīnasu?), ale cărui puteri derivă de la lumină și iubire. Chiar dacă seamănă foarte mult cu Usagi la înfățișare (scundă, blondă) și la personalitate (leneșă și iubitoare a jocurilor video), a făcut parte dintr-o echipă de volei, dar a renunțat pentru a deveni un idol pop. Minako, liderul luptătoarelor care o protejează pe Sailor Moon, a fost prima care s-a transformat în luptătoare, grație motanului și pritenului ei, Artemis.

Setsuna Meiou (冥王 せつな Meiō Setsuna?) e un personaj care este prezentat inițial sub identitatea sa de Sailor Pluto (セーラープルート Sērā Purūto?). Posedă puteri ce derivă din Infern și dimensiunea timpului. Amică cu Chibiusa, își dedică viața păzind „Poarta Spațiu-Timp”, o ușă magică care se află la limita dintre lumi ce permite călătoria în timp. Misiunea sa e de a nu permite nimănui să o folosească fără permisiune, sau să schimbe istoria. Pare o femeie mai severă, mai matură și mai solitară decât celelate personaje.

Michiru Kaioh (海王 みちる Kaiō Michiru?), o elevă de liceu foarte delicată și o violonistă talentată, se transformă în Sailor Neptun (セーラーネプチューン Sērā Nepuchūn?). Poate controla apele profunde și posedă o mare afinitate pentru ocean. La fel ca Rei, are puteri spirituale, care se canalizează prin Talismanul ei, Oglinda Mărilor Profunde. Înainte de a o cunoaște pe Usagi și pe celelalte, Michiru lucra pe cont propriu, la fel ca Minako și Setsuna, înainte de a o cunoaște pe Haruka, care a devenit principalul său sprijin și, de asemeanea, partenerul său romantic.

Haruka Tenoh (天王 はるか Ten'ō Haruka?), e o elevă de liceu și o cunoscută campioană de motocross. Are multe admiratoare, care o consideră la prima vedere un bărbat, din cauza stilului său vestimentar. Se poate transforma în Sailor Uranus (セーラーウラヌス Sērā Uranusu?) și are puteri asupra aerului,. 2 noiembrie 1994. ISBN 978-4-06-178790-2. Parametru necunoscut |editorial= ignorat (posibil, |publisher=?) (ajutor); Parametru necunoscut |nome= ignorat (posibil, |first=?) (ajutor); Parametru necunoscut |capítulo= ignorat (ajutor); Parametru necunoscut |título= ignorat (posibil, |title=?) (ajutor); Parametru necunoscut |apelidos= ignorat (ajutor); Lipsește sau este vid: |title= (ajutor)</ref> asupra cerului și asupra dimensiunii spațiului cosmic, poate fugi mai repede decât vântul. Chiar dacă se regăsește într-o relație amoroasă cu Michiru, îi place să flirteze cu Usagi și celelalte fete.

Hotaru Tomoe (土萠 ほたる Tomoe Hotaru?) e fată logică și formală, care este cea mai mică dintre luptătoarele Sailor ale Sistemului solar exterior. Poate vindeca rănile ușoare împreunându-și mâinile, fapt care îi cauzează sănătatea șubredă. Moartă cu mulți ani în urmă într-un accident de laborator provocat de tatăl ei care este om de știință, a reînviat datorită unui pact făcut cu un demon, în schimbul a locui în corpul său drept Mesia al răului, o fapt care o face să aibă o personalitate bipolară. Mai apoi se descoperă că se poate transforma în Sailor Saturn (セーラーサターン Sērā Satān?), ultima luptătoare a echipei, care posedă afinități asupra distrugerii și sfârșitului lumii, având capacitatea de a distruge planeta.
Mamoru Chiba (地場 衛 Chiba Mamoru?) e un băiat merge la facultate și se transformă în Tuxedo Mask (タキシード仮面 Takishīdo Kamen?, "Mascatul în frac"), un om mascat care o ajută pe Sailor Moon în bătăliile ei. Posedă o abilitate excelentă de a își folosi pălăria de gală și trandafiri roșii drept arme de luptă, de asemenea are puterea de afla previziuni prin vise. Chiar dacă Mamoru este cu câțiva ani mai mare decât Usagi, el se află într-o relație romantică cu aceasta.
Chibiusa (ちびうさ Chibi Usa?), e fată cu păr roz care, la început, mergea în clasa a patra. O fată apărută inițial în mod misterios care se prezenta drept verișoara lui Usagi. După ce se descoperă că provine din secolul XXX, se poate transforma în Sailor Chibi Moon (セーラーちびムーン Sērā Chibi Mūn?) pentru că e fiica lui Mamoru și a lui Usagi. Relația sa cu Usagi se bazează mult pe rivalitatea dintre acestea pentru atenția lui Mamoru.

## Varianta în limba română
Toate cele 200 de episoade au fost difuzate de TVR 1 între 4 iunie 1997 și august 1998, necenzurate, cu o traducere foarte apropiată de materialul original.
Dublajul realizat de TVR:
Traducerea: Anca Petrescu
Lectura:
- Episoadele 1 - 18, 33 - 200: Mihai Cabel
- Episoadele 19 - 32: Mircea Dan Duta

## Impact
Sailor Moon is one of the most popular manga series of all time and continues to enjoy high readership worldwide. More than one million copies of its tankōbon volumes had been sold in Japan by the end of 1995.:95 By the series' 20th anniversary in 2012, this number had grown to 35 million copies in over fifty countries. The manga won the Kodansha Manga Award in 1993 for shōjo. The English adaptations of both the manga and the anime series became the first successful shōjo title in the United States. The character of Sailor Moon is recognized as one of the most important and popular female superheroes of all time.
Sailor Moon has also become popular internationally. Sailor Moon was broadcast in Spain and France beginning in December 1993; these became the first countries outside Japan to broadcast the series. It was later aired in Russia, South Korea, the Philippines, China, Italy, Taiwan, Thailand, Indonesia and Hong Kong, before North America picked up the franchise for adaptation. In the Philippines, Sailor Moon was one of its carrier network's main draws, helping it to become the third-biggest network in the country.:10-11 In 2001, the Sailor Moon manga was Tokyopop's best selling property, outselling the next-best selling titles by at least a factor of 1.5. In Diamond Comic Distributors's May 1999 "Graphic Novel and Trade Paperback" category, Sailor Moon Volume 3 was the best-selling comic book in the United States.
In his 2007 book Manga: The Complete Guide, Jason Thompson gave the manga series three stars out of four. He enjoyed the blending of shōnen and shōjo styles, and said the combat scenes seemed heavily influenced by Saint Seiya, but shorter and less bloody. He also said the manga itself appeared similar to Super Sentai television shows. Thompson found the series fun and entertaining, but said the repetitive plot lines were a detriment to the title, which the increasing quality of art could not make up for; even so, he called the series "sweet, effective entertainment." Thompson said although the audience for Sailor Moon is both male and female, Takeuchi does not use excessive fanservice for males, which would run the risk of alienating her female audience. Thompson said fight scenes are not physical and "boil down to their purest form of a clash of wills", which he says "makes thematic sense" for the manga.
Comparing the manga and anime, Sylvain Durand said the manga artwork is "gorgeous", but its storytelling is more compressed and erratic and the anime has more character development. Durand said "the sense of tragedy is greater" in the manga's telling of the "fall of the Silver Millennium," giving more detail about the origins of the Shitennou and on Usagi's final battle with Beryl and Metallia. Durand said the anime omits information that makes the story easy to understand, but judges the anime more "coherent" with a better balance of comedy and tragedy, whereas the manga is "more tragic" and focused on Usagi and Mamoru's romance.
For the week of 11 septembrie 2011, to 17 septembrie 2011, the first volume of the re-released Sailor Moon manga was the best-selling manga on The New York Times Manga Best Sellers list, with the first volume of Codename: Sailor V in second place. The first print run of the first volume sold out after four weeks.

### Influență
With their dynamic heroines and action-oriented plots, many attribute the manga and anime series to reinvigorating the magical girl genre. After its success, many similar magical girl series, including Magic Knight Rayearth, Wedding Peach, Nurse Angel Ririka SOS and Pretty Cure, emerged.:199 Sailor Moon has been called "the biggest breakthrough" in English-dubbed anime until 1995, when it premiered on YTV,:10-11 and "the pinnacle of little kid shōjo anime." Cultural anthropologist Matt Thorn said that soon after Sailor Moon, shōjo manga started appearing in book shops instead of fandom-dominated comic shops. The series are credited as beginning a wider movement of girls taking up shōjo manga. Canadian librarian Gilles Poitras defines a generation of anime fans as those who were introduced to anime by Sailor Moon in the 1990s, saying they were both much younger than other fans and were also mostly female.
Historian Fred Patten credits Takeuchi with popularizing the concept of a Super Sentai-like team of magical girls, and Paul Gravett credits the series with revitalizing the magical girl genre itself. A reviewer for THEM Anime Reviews also credited the anime series with changing the genre—its heroine must use her powers to fight evil, not simply have fun as previous magical girls had done. Sailor Moon also influenced the development of Powerpuff Girls and Totally Spies!.
In western culture, Sailor Moon is sometimes associated with the feminist and Girl Power movements and with empowering its viewers, especially regarding the "credible, charismatic and independent" characterizations of the Sailor Soldiers, which were "interpreted in France as an unambiguously feminist position". Although Sailor Moon is regarded as empowering to women and feminism in concept, through the aggressive nature and strong personalities of the Sailor Soldiers, it is a specific type of feminist concept where "traditional feminine ideals [are] incorporated into characters that act in traditionally male capacities". While the Sailor Soldiers are strong, independent fighters who thwart evil—which is generally a masculine stereotype—they are also ideally feminized in the transformation of the Sailor Soldiers from teenage girls into magical girls, with heavy emphasis on jewelry, make-up and their highly sexualized outfits with cleavage, short skirts and accentuated waists.
The most notable hyper-feminine features of the Sailor Soldiers—and most other females in Japanese girls' comics—are the girls' thin bodies, long legs, and, in particular, round, orb-like eyes. Eyes are commonly known as the primal source within characters where emotion is evoked—sensitive characters have larger eyes than insensitive ones. Male characters generally have smaller eyes that have no sparkle or shine in them like the eyes of the female characters. The stereotypical role of women in Japanese culture is to undertake romantic and loving feelings; therefore, the prevalence of hyper-feminine qualities like the openness of the female eye in Japanese girls' comics is clearly exhibited in Sailor Moon. Thus, Sailor Moon emphasizes a type of feminist model by combining traditional masculine action with traditional female affection and sexuality through the Sailor Soldiers. Its characters are often described with "catty stereotypes", Sailor Moon's character in particular being singled out as less than feminist.
Sailor Moon has also been compared to Mighty Morphin Power Rangers, Buffy the Vampire Slayer:281 and Sabrina, the Teenage Witch.
James Welker said Sailor Moon's futuristic setting helps to make lesbianism "naturalized" and a peaceful existence. Yukari Fujimoto said although there are few "lesbian scenes" in Sailor Moon, it has become a popular subject for yuri dōjinshi. She cites this to the source work's "cheerful" tone, although she says "though they seem to be overflowing with lesbians, the position of heterosexuals is earnestly secured."
In English-speaking countries, Sailor Moon developed a cult following among anime fans and male university students. Patrick Drazen says the Internet was a new medium that fans used to communicate and played a role in the popularity of Sailor Moon.:281 Fans could use the Internet to communicate about the series, organize campaigns to return Sailor Moon to U.S. broadcast, to share information about episodes that had not yet aired, or to write fan fiction. In 2004, one study said there were 3,335,000 websites about Sailor Moon, compared to 491,000 for Mickey Mouse. Gemma Cox of Neo magazine said part of the series' allure was that fans communicated via the Internet about the differences between the dub and the original version. The Sailor Moon fandom was described in 1997 as being "small and dispersed." In a United States study, twelve children paid rapt attention to the fighting scenes in Sailor Moon, although when asked whether they thought Sailor Moon was violent, only two said yes and the other ten described the episodes as "soft" or "cute."